# Джермейн Джонсон
Джермейн Джонсон (англ. Jermaine Johnson, нар. 25 червня 1980, Кінгстон) — ямайський футболіст, півзахисник клубу «Тіволі Гарденс».
Виступав за низку англійських клубів, американський «Інді Ілевен», а також на батьківщині за «Тіволі Гарденс» та національну збірну Ямайки.

## Клубна кар'єра
У дорослому футболі дебютував 1999 року виступами за команду клубу «Тіволі Гарденс», в якій провів два сезони, взявши участь у 30 матчах чемпіонату.
Влітку 2001 року перейшов на правах оренди в «Болтон Вондерерз». Дебютував в Прем'єр-лізі 22 вересня 2001 року в виїзному матчі з «Арсеналом» (1:1). Проте основним гравцем Джонсон не став, зігравши лише 12 матчів в Прем'єр-лізі за два сезони.
У 2003 році Джонсон перейшов на правах оренди в «Олдем Атлетик», що виступав у третьому англійському дивізіоні. Дебютував за клуб 29 листопада 2003 року в матчі проти «Ноттс Каунті» (0:1). Тут ямаєць також виступав протягом двох сезонів, зігравши 39 матчів в чемпіонаті, а в 2005 році він повернувся в «Тіволі», де він провів весь сезон 2005/06.
В червні 2006 року став гравцем «Бредфорд Сіті» з третього англійського дивізіону, де став виступати разом зі співвітчизником Донованом Рікеттсом, проте вже в січні 2017 року Джонсон покинув клуб і перейшов в «Шеффілд Венсдей». Відіграв за команду з Шеффілда наступні сім з половиною сезонів своєї ігрової кар'єри. Більшість часу, проведеного у складі «Шеффілд Венсдей», був основним гравцем команди.
З липня 2014 року і до кінця сезону грав за американський «Інді Ілевен» з NASL, після чого повернувся в рідний «Тіволі Гарденс».

## Виступи за збірну
7 серпня 1999 року дебютував в офіційних іграх у складі національної збірної Ямайки в товариському матчі проти збірної Гани. Наразі провів у формі головної команди країни 73 матчі, забивши 11 голів.
У складі збірної був учасником Золотих кубів КОНКАКАФ 2005, 2009 та 2017 років.

## Титули і досягнення
- Срібний призер Золотого кубка КОНКАКАФ: 2017